# 嚴寬 (嘉靖進士)
嚴寬（1493年—？年），字栗夫，號玉山，南直隸鎮江府丹徒縣人，明朝政治人物。

## 生平
嘉靖十年（1531年）辛卯科應天鄉試第四十五名舉人，嘉靖十一年（1532年）聯捷壬辰科第三甲第一百零九名進士。觀工部政，授浙江海寧知縣，陞南京刑部主事，歷员外郎、郎中。嘉靖二十四年（1545年）任浙江杭州府知府。

## 家族
曾祖嚴慶，祖嚴軫，父嚴繼宗，前母顧氏；母孟氏；繼母趙氏。永感下。